# 忍道2 散華
『忍道2 散華』（しのびどう2 さんげ）は、スパイク（現：スパイク・チュンソフト）より2011年12月17日に発売されたPlayStation Vita用ゲームソフト。同社発売の『忍道』シリーズ最新作であり、開発は従来のシリーズ作品と同じくアクワイアが担当している。

## 概要
『忍道 戒』の続編で、外伝を除いた本家『忍道』シリーズの第2作目。「散華」とは仏教用語で、仏の供養のために花を撒くことを指す。
最初に2011年の海外向けゲームイベント・E3において『SHINOBIDO 2: Tales of the Ninja』として開発が発表され、後に国内では現在の『忍道2 散華』で、北米では前述した『SHINOBIDO 2: Tales of the Ninja』で、欧州では『Shinobido 2: Revenge of Zen』のタイトルでそれぞれ発売された。また、2012年3月13日に有料ダウンロードコンテンツ「鏡の化身」が配信された。
PlayStation Vitaのローンチタイトルの一つでもある本作は、PlayStation Vitaの性能を活かした機能や試みが豊富に取り入れられており、前面・背面タッチスクリーンによる操作や、内蔵アプリケーション『near(ニア)』を利用して他プレイヤーとアイテムなどのやり取りを行う「交信壺」システムなどが実装されている。また、有機ELディスプレイの鮮やかな発色を活かすため、日本の「和」を意識した配色に重点が置かれており、夜の闇の「黒」と紅葉の「赤」を主体としたグラフィックなども特徴の一つである。
物語は前作の続きとなっており、紅葉の散る秋の「宇高多（うたかた）」が本作の舞台となる。
週刊ファミ通1203号によるクロスレビューは40点満点中31点（シルバー殿堂入り）。

## あらすじ
舞台は室町時代後期のとある小国・宇高多。かつて国中を巻き込んだ「宇高多の乱」は飛鳥（あすか）忍者の暗躍によって一旦は終結したが平穏は長く続かず、宇高多の地には新たな争いの火種が生じ始めていた。
あるとき「風華（ふうか）」の里と呼ばれる忍びの里が一人の抜け忍・柏樹のシュウの手によって突如滅亡する。風華忍者の生き残りである火祭のゼンと爪紅のサンは里を裏切ったシュウを追い、彼に戦いを挑むが力及ばず返り討ちに遭ってしまう。この戦いでサンは命を落とし、ゼンは瀕死のところを飛鳥忍者の頭領・黒鷹のザジに救出されるが愛する者を失った怒りと悲しみはゼンを復讐に駆り立てる。
シュウの手がかりを探るため、しばらくの間、飛鳥の里の雇われ忍びとして任務に就くことになったゼンは、次第に陰謀渦巻く大名たちの勢力争いと宇高多の地に伝わる8つの「天魔鏡」を巡る戦いに巻き込まれてゆくこととなる。

## ゲームシステム
基本システムは前作のものを継承しており、ゲームジャンルは極力敵に見つからないよう任務をこなしていくステルスアクションゲームとなっている。プレイヤーは各勢力から依頼される輸送や偵察、警護や暗殺などの様々な任務をこなしながらゲームを進めていく。本作では「一条（いちじょう）家」「風天（かざま）家」「阿無璃他（あむりた）教」の三大勢力が存在し、前作同様「ハラキリエンジン」と呼ばれるシステムで各勢力の軍事力や資金などが算出され、ゲームの進行に影響を及ぼすようになっている。また、時にはいずれの勢力にも属さない者から任務を依頼されることもある。
これらの他にも、敵の不意を突いて一撃で相手を倒す「血祀殺法（ちまつりさっぽう）」や、壺に素材を入れて好きな忍具を抽出する「調合」システムなども引き続き実装されている。また、ゲームを進めていくと以下の新アクションが使えるようになるのも特徴である。
風黒羽（ふくろう）
特殊な布を用いて、ムササビのように滑空する飛行術。移動や逃走に使うだけでなく、高所からの安全な着地も可能になるなど幅広い応用が利く。
設定上は、小柄な者しか使えない術のはずだが、ゼンたちは風華忍者に伝わる「風読み」と呼ばれる空気の流れを読む特殊技能でこれを可能にしている。

斬刻（ざんこく）
幻術を用いて敵の「刻（とき）」を止め、相手に気付かれることなく斬り伏せる禁断の忍術。発動時のコマンド入力さえ成功すればどんな敵でも一撃で倒す強力な術だが、発動には「斬刻ゲージ」が必要で、対象が強ければ強いほど必要なゲージ量も多くなる。また、基本的に無警戒状態の相手にしか通用しない。
本来は飛鳥忍者に伝わる術だったが、飛鳥忍者は長らく幻術を禁忌としており使い手がいなかったため失伝していたという設定がある。

見斬（みきり）
相手の攻撃を受ける直前にタイミングよく特定のボタンを押すことで攻撃を見切り、即座に反撃を繰り出す技。弱い敵なら一撃で倒すことができるが、強敵に対しては効果が落ちる。

## 登場人物

### プレイヤーキャラクター
火祭（ひまつり）のゼン声：三木眞一郎
本作の男性主人公。風華の里の若き忍者。黒地に赤を基調とした派手な忍装束と、額の火傷の痕が特徴。
顔の傷は物語冒頭でシュウによってつけられるもので、自分から大切なものを奪ったシュウへの復讐に燃える。作中では復讐心に支配されているが、元来は温厚な性格だったとされる。
「火祭」とはサボテンのような多肉植物の一種であると同時に彼岸花の別名でもある。

爪紅（つまくれない）のサン / 楓（かえで）声：早見沙織
本作の女性主人公。風華の里のくのいちで、ゼンの相棒。青を基調とした忍装束と片目を隠したショートヘアが特徴。
シュウとの戦いの際にゼンの目の前で殺されたはずだったが、後に「楓」という名前で再びゼンの前に姿を現す。サンは勝ち気な性格、楓は寡黙な性格をしている。
「爪紅」とは紅葉（オオモミジ）の一種で花言葉は鳳仙花の別名でもある。

### その他のキャラクター
柏樹（はくじゅ）のシュウ声：子安武人
風華の里を滅ぼした張本人。杖を手にした神主のような風貌をしており、強力な妖術の使い手。
ゼンやサンとは幼馴染で、同じ風華の里出身の忍びだったが、ある出来事がきっかけで天下を乱すために暗躍するようになる。
「柏樹」とは糸杉の別称である「柏樹子」からとった異名である。

銀連花（ぎんれんか）のナギ声：藤村歩
シュウの側近のくのいち。シュウに対して強い愛情を抱いており、優れた知略と忍びの技で彼をサポートする。
ゼンたちと同様に元は風華の里出身だったが、シュウの決起に同調して里を抜ける。「金盞花（きんせんか）のシズク」という姉がいたが、すでに死別している。
「銀連花」はアネモネ、「金盞花」はマリーゴールドの名で知られる。

黒鷹（くろたか）のザジ声：小西克幸
飛鳥忍者の頭領。卓越した腕を持つ隻眼の忍びで、シュウに敗れたゼンを救出し、彼の良き協力者となる。ゴウを従えてることからグッドエンドが正史と思われる。
温厚で気のいい性格だが、かつて復讐に囚われて仲間と戦ったことがあり、ゼンの境遇に自身の過去を重ねている。
『侍道3』にもゲスト出演している。　

咲夜姫（さくやひめ）声：伊瀬茉莉也
宇高多の西に位置し、政治介入を狙っている大名、芳嬢（ほうじょう）家の姫であり、ゼンやシュウのかつての主人。
戦果を広げようとするシュウの謀略で人質として風天家へやって来たが、ゼンに救出される。その後は飛鳥の里へ身を寄せる。

鴉の（からす）のゴウ声：羽多野渉
前作の主人公であり、騒乱の発端でもあった飛鳥忍者。我無乱との戦いを終え、飛鳥忍者現頭領ザジの命により宇高多を離れキヌと共に現在出稼ぎ中。
今作では“ある任務”を最後まで遂行することによってキヌと共に現れる。

金糸雀の（かなりあ）のキヌ声：幸田夏穂
前作のヒロインであり、「鎖鞭」という特殊な武器を使う飛鳥のくのいち。
今作では“ある任務”を最後まで遂行することによってゴウと共に現れる。

渦虫（うずむし）声：吉野貴宏
毛伸忍者軍の現頭目。頭は弱いが恵まれた体躯と虚勢により力を発揮。
蛇蜻蛉（へびとんぼ）亡き後は毛伸忍者を率いており、ヘビトンボと名付けた犬を溺愛している。混乱する宇高多にうまみを感じ出稼ぎに来た。

薄羽（うすば）声：氷上恭子
くのいちだけで結成される喪巣忍軍の現頭領。元々3姉妹で喪巣忍を率いていたが、前作で三女はゴウに、長女は渦虫に殺されてしまい現在は1人で切り盛りしている。
各大名に雇われる形で宇高多の地にやって来ている。
飛鳥とは別でゼンのことは特に敵視しておらず、次期頭領としても期待している。あるイベントでは姉が残した薬の調合法を手紙で伝授させてもらえる。

一条信輝（いちじょう　のぶてる）声：森田順平
前作と同じく大名として登場する一条家現当主。一国を治める大名としては少々頼りない、争いを好まぬナイーブな性格である。
ゴウ達の協力で前作の内乱をなんとか収めたのだが、譜代の家臣だった風天家の離反や、自分を貞女暗殺の犯人だと思い込んだ阿無璃他教との対立で再び混乱が起きてしまい、お抱えの飛鳥忍者を頼って事態の収束を図ろうとしている。

風天寅三郎久秀（かざま とらさぶろう ひさひで）声：檜山修之
風天家の長。一条家中では"宇高多の大うつけ"と言われていたが、実は武勇知略に優れている。
野心家で統治能力の無い信輝に代わろうと反旗を翻す。

季判（きはん）声：中原麻衣
寺社勢力・阿無璃他教の新教祖。何者かに消された前教祖・貞女に代わり、阿無璃他の布教に動き出す。
適当だった貞女に比べると真面目な性格。阿無璃他のお告げもあってゼンに片想いしている。
実は貞女がただ単にふらりと旅に出たくなっただけで何も言わず姿を消したのが原因。自分が暗殺された事になって帰るに帰れなくなっているだけなのが貞女のミッションで発覚する。

赤目影虎（あかめ　かげとら）声：飯塚昭三
二つ折で髭を生やし、熊の被り物と真っ赤な陣羽織を羽織る、前作から落ちぶれてしまった元大名の赤目家当主で山賊の頭領。現状に甘んじておらず大名への返り咲きを狙っている。